# Maria João Abreu
Maria João Gonçalves de Abreu Soares (Lisboa, 14 de abril de 1964 – Almada, 13 de maio de 2021) foi uma atriz portuguesa.

## Biografia
Era filha de João António de Almeida de Abreu, que faleceu de cancro do pulmão e de COVID-19 a 23 de novembro de 2020, e de sua mulher, Maria Cândida Enes Gonçalves.
Maria João Abreu era casada com o músico João Soares desde setembro de 2012. Entre 1985 e 2008 foi casada com o ator José Raposo, com quem teve dois filhos, Miguel Raposo e Ricardo Raposo.
No dia 30 de abril de 2021, foi hospitalizada de urgência no Hospital Garcia de Orta, em Almada, na sequência da rutura de um aneurisma cerebral, tendo desmaiado durante as gravações da novela A Serra, depois de apresentar falhas no raciocínio e mal-estar. Veio a falecer a 13 de maio de 2021, aos 57 anos de idade. As cerimónias fúnebres da atriz realizaram-se a 15 de maio, na Igreja de São João de Deus, em Lisboa, sendo cremada no Cemitério do Alto de São João.
A atriz é considerada uma das mais talentosas e acarinhadas do país. 

### Reações à sua morte
Numa nota publicada no site da Presidência da República, o Presidente Marcelo Rebelo de Sousa disse:
“O humor, a emoção e a empatia ligam-nos aos outros, até aos outros que não conhecemos, como é o caso dos atores e das atrizes. Maria João Abreu, que nos deixou precocemente, escolheu essa abordagem, talvez por ser a abordagem que lhe era mais natural: a comédia, a projeção dos nossos afetos e dos nossos problemas, a proximidade humana.”
Além do Presidente da República Portuguesa, várias figuras públicas e o público em geral, homenagearam a atriz, enaltecendo a sua importância para a cultura portuguesa. 

## Carreira
Estreou-se como atriz profissional em 1983, no musical Annie de Thomas Meehan, dirigida por Armando Cortez, no Teatro Maria Matos. Seguiram-se vários espetáculos de revista no Parque Mayer, até participar, na Casa da Comédia, em O Último dos Marialvas, de Neil Simon, peça que a reconhece como atriz de comédia. Depois de várias revistas no Teatro Maria Matos, passa pelo Teatro Aberto, colaborando com João Lourenço (As Presidentes, de Werner Schawb) e José Carretas (Coelho Coelho, de Celine Serreau) no Teatro Aberto. Participa ainda em Bolero, um espetáculo de Manuel Cintra e José Carretas para o CCB.
Em 1998, funda, com José Raposo, a produtora Toca dos Raposos, que empresariou sucessos como a revista Ó Troilaré, Ó Troilará ou o musical Mulheres ao Poder, uma adaptação de Lisíastra, de Aristófanes. Em 2004, coprotagonizou A Rainha do Ferro Velho, de Garson Kanin, encenado por Filipe La Féria, no Teatro Politeama.
Em 2012, protagonizou a peça O Libertino, encenada por José Fonseca e Costa, no Teatro da Trindade, em Lisboa, contracenando com José Raposo, Custódia Gallego e Filomena Cautela.
No programa Quem É Que Tu Pensas Que És?, emitido pela RTP1 em 5 de fevereiro de 2013, ficou apurado que, pelo ramo da sua avó paterna, era descendente de D. Pedro I e de D. Inês de Castro, por via de um filho destes, o Infante D. João. Lá
No cinema, participou em filmes como A Falha, de João Mário Grilo (2001), António, Um Rapaz de Lisboa, de Jorge Silva Melo (1999), e Telefona-me!, de Frederico Corado (2000), sendo Lá Fora, de Fernando Lopes (2004), Call Girl, de António-Pedro Vasconcelos (2007), e Florbela, de Vicente Alves do Ó (2012), Cartas da Guerra (2016).
Em televisão participou em diversas novelas e séries como, Médico de Família, Feitiço de Amor, Morangos com Açúcar, Os Nossos Dias, Mar Salgado, Amor Maior, Paixão, Golpe de Sorte ou A Serra (último projeto da atriz em televisão).
Em 2019, protagonizou a série da SIC, líder absoluta de audiências Golpe de Sorte, interpretando Maria do Céu Garcia, uma vendedora de fruta que de um momento para o outro ganha o Euromilhões. No mesmo canal, fez o seu último trabalho, a novela A Serra, onde se sentiu mal durante as gravações, devido ao aneurisma cerebral que causou a sua morte. A atriz estava continuamente no canal desde 2014, mas antes fez outros projetos de grande destaque na estação, como é o caso de Médico de família (1997).

## Televisão
| Ano(s)      | Projeto                           | Papel                      | Notas                                                            | Canal |
| ----------- | --------------------------------- | -------------------------- | ---------------------------------------------------------------- | ----- |
| 1988        | Uma Bomba Chamada Etelvina        | Eugénia Peixoto            | Elenco Principal                                                 | RTP1  |
| 1989        | Canto Alegre                      | Vários Papéis              | Elenco Principal                                                 | RTP1  |
| 1990        | A Prova dos Novos                 | Vários Papéis              | Elenco Principal                                                 | RTP1  |
| 1990        | O Posto                           | Maria dos Anjos            | Elenco Principal                                                 | RTP1  |
| 1990        | O Cacilheiro do Amor              | Madame / Sandra Raquel     | Participação Especial                                            | RTP1  |
| 1991        | Quem Manda Sou Eu                 | Conceição                  | Participação Especial                                            | RTP1  |
| 1994 - 1995 | Isto É O Agildo                   | Vários Papéis              | Elenco Principal                                                 | RTP1  |
| 1994 - 1995 | Cabaret                           | Vários Papéis              | Participação Especial                                            | RTP1  |
| 1995        | Apanhados                         |                            | Participação Especial                                            | RTP1  |
| 1995        | A Mulher do Senhor Ministro       | Empregada                  | Elenco Adicional                                                 | RTP1  |
| 1996        | Queridas e Maduras                |                            | Elenco Adicional                                                 | RTP1  |
| 1996        | Polícias                          | Mulher de Joaquim          | Elenco Adicional                                                 | RTP1  |
| 1996        | Vidas de Sal                      | Celeste                    | Participação Especial                                            | RTP1  |
| 1996        | Lelé e Malaquias                  | Lelé                       | Protagonista                                                     | RTP1  |
| 1996        | Solteiros                         | Felicidade                 | Protagonista                                                     | RTP1  |
| 1996        | Nico d'Obra                       | Menina                     | Elenco Adicional                                                 | SIC   |
| 1996        | Camilo & Filho Lda.               | Amélia Marques             | Elenco Adicional                                                 | SIC   |
| 1996        | Big Show SIC                      | Vários papéis              | Atriz Convidada                                                  | SIC   |
| 1996        | Os Malucos do Riso                | Vários papéis              | Participação Especial                                            | SIC   |
| 1997 - 2000 | Médico de Família                 | Lucinda                    | Elenco Principal                                                 | SIC   |
| 2000        | Amo-te Teresa                     | Paula                      | Elenco Principal                                                 | SIC   |
| 2000 - 2001 | O Fura-Vidas                      | Graciete                   | Elenco Adicional                                                 | SIC   |
| 2000 - 2001 | Jardins Proibidos                 | Anabela                    | Elenco Principal                                                 | TVI   |
| 2001        | A Senhora das Águas               | Maria dos Prazeres         | Elenco de 1967                                                   | RTP1  |
| 2001        | Sábado à Noite                    | Vários Papéis              | Atriz Convidada                                                  | RTP1  |
| 2002        | Bons Vizinhos                     | Guida Santos               | Elenco Principal                                                 | TVI   |
| 2006 - 2008 | Aqui Não Há Quem Viva             | Dulce Costa                | Elenco Principal                                                 | SIC   |
| 2006        | Camilo em Sarilhos                | Milú                       | Elenco Adicional                                                 | SIC   |
| 2007 - 2008 | Morangos com Açúcar               | Marília Ferreira           | Elenco Principal                                                 | TVI   |
| 2008        | Casos da Vida                     |                            |                                                                  | TVI   |
| 2008 - 2009 | Feitiço de Amor                   | Sofia Reis                 | Elenco Principal                                                 | TVI   |
| 2009 - 2010 | Ele É Ela                         | Lara Nobre                 | Elenco Adicional                                                 | TVI   |
| 2009 - 2010 | Sentimentos                       | Julieta Dias               | Elenco Principal                                                 | TVI   |
| 2010 - 2011 | Espírito Indomável                | Glória Duarte              | Elenco Principal                                                 | TVI   |
| 2010        | Cidade Despida                    | Mãe de Alexandra           | Elenco Adicional                                                 | RTP1  |
| 2010        | Regresso a Sizalinda              |                            | Elenco Adicional                                                 | RTP1  |
| 2010        | A Noite do Fim do Mundo           | D. Emília                  | Elenco Principal                                                 | RTP1  |
| 2011        | Liberdade 21                      |                            |                                                                  | RTP1  |
| 2011        | Pai à Força                       | Carlota                    | Elenco Adicional                                                 | RTP1  |
| 2011        | Os Compadres                      |                            | Elenco Adicional                                                 | RTP1  |
| 2011        | Perdidamente Florbela             | Mariana Inglesa            | Elenco Adicional                                                 | RTP1  |
| 2011 - 2012 | A Família Mata                    | Mónica Mata                | Elenco Principal                                                 | SIC   |
| 2011        | A Casa É Minha                    | Estrela                    | Protagonista                                                     | TVI   |
| 2011        | Remédio Santo                     | Cândida Ferreira           | Atriz Convidada                                                  | TVI   |
| 2012        | A Tua Cara Não Me É Estranha      | Ela Própria                | Concorrente                                                      | TVI   |
| 2012        | Vestida para Casar                | Lurdes                     | Protagonista                                                     | TVI   |
| 2013        | Mundo ao Contrário                | Susana Mota                | Elenco Principal                                                 | TVI   |
| 2014        | Mulheres de Abril                 | Elisa                      |                                                                  | RTP1  |
| 2014        | Donos Disto Tudo                  | Vários Papéis              | Atriz Convidada                                                  | RTP1  |
| 2014 - 2015 | Os Nossos Dias                    | Leonor Cardoso             | Elenco Principal                                                 | RTP1  |
| 2014 - 2015 | Mar Salgado                       | Cremilde Santos            | Elenco Principal                                                 | SIC   |
| 2016 - 2017 | Amor Maior                        | Dolores Matias             | Elenco Principal                                                 | SIC   |
| 2017 - 2018 | Paixão                            | Isabel Galvão              | Co- Protagonista                                                 | SIC   |
| 2019 - 2021 | Golpe de Sorte                    | Maria do Céu Garcia        | Protagonista                                                     | SIC   |
| 2019        | Golpe de Sorte: Um Conto de Natal | Maria do Céu Garcia        | Protagonista                                                     | SIC   |
| 2020        | A Máscara                         | Monstro                    | Concorrente                                                      | SIC   |
| 2020 - 2021 | Patrões Fora                      | Palmira Barata             | Elenco Principal                                                 | SIC   |
| 2021        | Estamos em Casa                   | Ela Própria                | Apresentadora ao lado de Dânia Neto, Jorge Corrula e José Raposo | SIC   |
| 2021        | A Serra                           | Conceição «Sãozinha» Grilo | Elenco Principal Observações: Último projeto em televisão        | SIC   |

## Cinema[13][14]
- António, Um Rapaz de Lisboa (1999), de Jorge Silva Melo
- Amo-te Teresa (2000), de Ricardo Espírito Santo e Cristina Boavida
- Telefona-me! (2000), de Frederico Corado
- A Falha (2001), de João Mário Grilo
- Lá Fora (2004), de Fernando Lopes
- Call Girl (2007), de António-Pedro Vasconcelos
- Meu Coelho Branco (2007), de António Duarte
- Florbela (2012), de Vicente Alves do Ó
- Vestida para Casar (2012), de Nuno Franco
- A Mãe é que Sabe (2016), de Nuno Rocha
- Cartas da guerra (2016), de Ivo Ferreira
- Submissão (2019), de Leonardo António
- Bunker ou Contos que ouvi depois do mundo acabar (2020), de João Estrada

## Teatro
| Ano         | Peça                        | Teatro                            | Notas   |
| ----------- | --------------------------- | --------------------------------- | ------- |
| 1983        | Annie                       | Teatro Maria Matos                | Estreia |
| 1987        | Toma Lá Revista!            | Teatro Maria Matos                | [ 15 ]  |
| 1989        | A Prova dos Números Novos   | Teatro Variedades                 | [ 16 ]  |
| 1999        | A Severa                    | Teatro Maria Matos                | [ 17 ]  |
| 1991        | O Último dos Marialvas      | Casa da Comédia/Teatro Variedades | [ 17 ]  |
| 1992        | Quem Tem ECU Tem Medo       | Teatro Maria Vitória              | [ 17 ]  |
| 1993        | A Pão e Laranjas            | Teatro Maria Vitória              | [ 17 ]  |
| 1994        | De Pernas Pró Ar!           | Teatro Maria Vitória              | [ 17 ]  |
| 1995        | Coelho Coelho               | Teatro Aberto                     | [ 18 ]  |
| 1996        | As Presidentes              | Teatro Aberto                     | [ 19 ]  |
| 1996 - 1997 | Mama Eu Quero               | Teatro ABC                        | [ 17 ]  |
| 1997        | Bolero                      | CCB/Teatro Villaret               | [ 17 ]  |
| 1998        | Isto Vai com Elas           | Digressão                         | [ 17 ]  |
| 1999        | Ó Troilaré, Ó Troilará!     | Teatro Maria Vitória              | [ 17 ]  |
| 1999        | Mulheres ao Poder           | Teatro Maria Vitória              | [ 20 ]  |
| 2000        | Tem Palavra a Revista       | Teatro Maria Vitória              | [ 17 ]  |
| 2004        | A Rainha do Ferro Velho     | Teatro Politeama                  | [ 21 ]  |
| 2005 - 2006 | A Revista é Linda!          | Teatro Maria Vitória              | [ 22 ]  |
| 2006 - 2007 | Já Viram Isto!?             | Teatro Maria Vitória              | [ 23 ]  |
| 2011        | Encalhadas                  | Teatro Villaret                   | [ 24 ]  |
| 2012        | O Libertino                 | Teatro da Trindade                | [ 25 ]  |
| 2014 - 2015 | Portugal à Gargalhada       | Teatro Politeama                  | [ 26 ]  |
| 2015        | Uma Mulher Sem Importância  | Teatro Maria Matos                | [ 27 ]  |
| 2015        | Boas Pessoas                | Teatro Aberto                     | [ 28 ]  |
| 2016        | O Apartamento               | Teatro da Trindade                | [ 29 ]  |
| 2016        | As Árvores Morrem de Pé     | Teatro Politeama                  | [ 30 ]  |
| 2017        | Simone - O Musical          | Teatro Tivoli                     | [ 31 ]  |
| 2018 - 2019 | Boudoir                     | Teatro da Trindade                | [ 32 ]  |
| 2019        | Fenda                       | Companhia Teatral de Almada       | [ 33 ]  |
| 2019        | Sonho de uma Noite de Verão | Teatro Tivoli                     | [ 34 ]  |

## Prémios
Troféus de Televisão TV 7 Dias/Impala
| Ano  | Categoria             | Resultado |
| 2020 | Séries - Melhor Atriz | Venceu    |
| 2021 | Séries - Melhor Atriz | Indicado  |